# آنا-لنا گرونفلد
آنا-لنا گرونفلد (آلمانی: Anna-Lena Grönefeld؛ زاده ۴ ژوئن ۱۹۸۵) یک تنیس‌باز اهل آلمان است.